# Aiman Cahyadi
Aiman Cahyadi (Mataram, 16 november 1993) is een Indonesisch wielrenner die sinds 2023 rijdt voor Terengganu Cycling Team.

## Carrière
In 2013 werd Cahyadi nationaal kampioen op de weg door met een voorsprong van zeven minuten op Patria Rastra en Warseno Warseno solo als eerste te finishen. Vier jaar later won hij de derde etappe in de Ronde van Selangor door een achtervolgende groep van zo'n twintig renners acht seconden voor te blijven. Op de baan behaalde hij datzelfde jaar brons in de ploegenachtervolging op de Zuidoost-Aziatische Spelen. In 2019 won Cahyadi de tijdrit op de Zuidoost-Aziatische Spelen, eerder dat jaar won hij de tweede etappe in de Ronde van Ijen. In dat jaar reed hij voor een seizoen bij PGN Road Cycling. De drie seizoenen die volgden reed hij namens MULA wat hem voor het seizoen van 2023 liet gaan naar Terengganu Polygon Cycling Team.

## Baanwielrennen

### Palmares
| Jaar | IK                                   | AK                                       | WK | Overig                                             |
| ---- | ------------------------------------ | ---------------------------------------- | -- | -------------------------------------------------- |
| 2017 |                                      |                                          |    | Zuidoost-Aziatische Spelen: · Ploegenachtervolging |
| 2018 |                                      |                                          |    |                                                    |
| 2019 |                                      | 7e achtervolging 8e ploegenachtervolging |    |                                                    |
| 2020 |                                      |                                          |    |                                                    |
| 2021 |                                      |                                          |    |                                                    |
| 2022 | achtervolging · ploegenachtervolging | 8e achtervolging                         |    |                                                    |

## Wegwielrennen

### Overwinningen
2013
 Indonesisch kampioen op de weg, elite
2014
 Indonesisch kampioen op de weg, elite
2017
3e etappe Ronde van Selangor
2019
 Indonesisch kampioen tijdrijden, elite
2e etappe Ronde van Ijen
 Tijdrit op de Zuidoost-Aziatische Spelen
 Ploegentijdrit op de Zuidoost-Aziatische Spelen
2022
 Tijdrit op de Zuidoost-Aziatische Spelen
 Wegwedstrijd op de Zuidoost-Aziatische Spelen
 Indonesisch kampioenschap op de weg, elite
 Indonesisch kampioen op de weg, elite
2023
Bergklassement Ronde van Sharjah
 Wegwedstrijd op de Zuidoost-Aziatische Spelen
 Indonesisch kampioenschap op de weg, elite
 Indonesisch kampioen tijdrijden, elite
2024
 Indonesisch kampioen tijdrijden, elite

## Ploegen
- 2015 –  Pegasus Continental Cycling Team
- 2016 –  Pegasus Continental Cycling Team (tot 25-7)
- 2017 –  Team Sapura Cycling
- 2018 –  Team Sapura Cycling
- 2019 –  PGN Road Cycling Team
- 2020 –  MULA
- 2021 –  MULA
- 2022 –  MULA
- 2023 –  Terengganu Polygon Cycling Team
- 2024 –  Terengganu Cycling Team
- 2025 –  Terengganu Cycling Team

Abdul Halil · Azman · Cahyadi · Ewart · Misbah · Niño · Othman · Page · Pérez · Saharil · Vogt · Zakaria · Zariff